# June Huh
Pour les articles homonymes, voir Huh.
June Huh, né en 1983 à Stanford (Californie), est un mathématicien américain. Il est co-récipiendaire de la Médaille Fields en 2022.

## Biographie
Huh est né en Californie, où ses parents poursuivaient des études, puis grandit à Séoul, où son père enseignait la statistique et sa mère la littérature russe. Il commence ses études à l'université nationale de Séoul en 2002 avec un baccalauréat en physique et en astronomie en 2007 et une maîtrise de mathématiques en 2009.
En raison d'un test de mathématiques à l'école primaire où il a obtenu de mauvaises notes, Huh n'a pas envisagé de devenir mathématicien ; il a voulu devenir poète, puis journaliste scientifique. Le tournant vient lorsqu'il assiste à une conférence de Heisuke Hironaka, alors professeur invité à Séoul. Hironaka et Huh se lient d'amitié et Hironaka supervise sa thèse de diplôme. Huh part, sur les conseils et grâce à une recommandation de Hironaka, pour des études à l'université de l'Illinois à Urbana-Champaign en 2009. Il obtient son doctorat en 2014 sous la supervision de Mircea Mustață à l'université du Michigan, où il était depuis 2010 (« Rota's conjecture and positivity of algebraic cycles in permutohedral varieties »).
Il est ensuite Clay Fellow à l'Institut de mathématiques Clay, Veblen Fellow à l'université de Princeton et à l'Institute for Advanced Study ; il y est professeur invité en 2017 et membre en 2018. Depuis 2015, il est également chercheur invité au Korea Institute for Advanced Study (KIAS). Depuis 2020, il est professeur à l'université Stanford.

## Recherche
Huh travaille sur les applications de combinatoire en géométrie algébrique et en géométrie combinatoire. En tant que mathématicien, Huh est principalement autodidacte et n'a pas de formation à l'exception des trois années au cours desquelles il a été un élève d'Hironaka, qui lui a enseigné avant tout son domaine de spécialité, à savoir la théorie des singularités en géométrie algébrique. Encore étudiant, Huh a démontré en 2010 la conjecture formulée en 1968 par Ronald C. Read (et Hoggar) en théorie des graphes, par une combinaison d'arguments de théorie des graphes et de géométrie algébrique. La conjecture — et maintenant le théorème — dit que les coefficients du polynôme chromatique d'un graphe forment une suite unimodale (les éléments de la suite croissent puis décroissent), qui a la propriété supplémentaire d'être log-concave (en) (c'est-à-dire {\displaystyle a_{i+1}a_{i-1}\leq a_{i}^{2}}).
Il a prouvé ensuite avec Karim Adiprasito et Eric Katz une généralisation de la conjecture de Read sur les matroïdes, qui est la conjecture de Rota (formulée par Gian-Carlo Rota et Welsh en 1971). Selon cette conjecture, les coefficients du polynôme chromatique des matroïdes forment une séquence log-concave. Huh et Katz ont reconnu dans cette problématique la théorie de Hodge de géométrie algébrique transférée aux objets combinatoires, plus précisément les relations de Hodge-Riemann, et ils ont pu prouver la conjecture de Rota pour des matroïdes particuliers, dits réalisables. Avec l'aide d'Adiprasito, la preuve complète a été achevée en 2015. Adiprasito a reconnu en particulier que pour la preuve, en plus des relations de Hodge-Riemann, deux autres propriétés devaient être démontrées, à savoir le théorème des hyperplans de Lefschetz et la dualité de Poincaré.

## Prix et distinctions
Huh est conférencier invité au Congrès international des mathématiciens de 2018 in Rio de Janeiro (« Combinatorial applications of the Hodge-Riemann relations »). Il est Clay Fellow et obtient le Blavatnik Award en 2017. Avec Adiprasito, il est l'un des cinq lauréats du New Horizons in Mathematics Prize en 2019. Il reçoit une médaille Fields en 2022.

## Vie privée
Huh est marié à Kim Nayoung, mathématicienne elle aussi, qu'il a rencontrée lors de ses études à l'université de Séoul. Le couple a mis au monde deux fils, nés en 2014 et 2021.

## Publications (sélection)
- avec Eric Katz, « Log-concavity of characteristic polynomials and the Bergman fan of matroids », Annals of Mathematics, vol. 354,‎ 2012, p. 1103-1116 (arXiv 1104.2519).
- « Milnor numbers of projective hypersurfaces and the chromatic polynomial of graphs », J. American Math. Soc., vol. 25,‎ 2012, p. 907-927 (arXiv 1210.2690).
- « The maximum likelihood degree of a very affine variety », Compos. Math., vol. 149,‎ 2013, p. 1245–1266.
- « Milnor numbers of projective hypersurfaces with isolated singularities », Duke Mathematical Journal, vol. 163,‎ 2014, p. 1525–1548.
- avec Bernd Sturmfels, « Likelihood Geometry », Combinatorial Algebraic Geometry, Springer, vol. 2108 des Lecture Notes in Mathematics,‎ 2014, p. 63–117.
- « h-vectors of matroids and logarithmic concavity », Adv. Math., vol. 270,‎ 2015, p. 49–59.
- avec Karim Adiprasito et Eric Katz, « Hodge theory of matroids », Notices AMS, vol. 64,‎ 2017, p. 26-30 (lire en ligne).
- avec Botong Wang, « Lefschetz classes on projective varieties », Proceedings of the American Mathematical Society, vol. 145,‎ 2017, p. 4629–4637 (arXiv 1609.08808).
- avec Botong Wang, « Enumeration of points, lines, planes, etc. », Acta Mathematica, vol. 218,‎ 2017, p. 297–317 (arXiv 1609.05484).
- « Tropical geometry of matroids », dans Current Developments in Mathematics 2016, International Press, 2018, p. 1–46.
- avec Karim Adiprasito et Eric Katz, « Hodge theory for combinatorial geometries », Annals of Mathematics, vol. 188 (2018), no. 2, 381--452. MR3862944, no 2,‎ 2018, p. 381-452 (MR 3862944, arXiv 1511.02888).
- « Combinatorial applications of the Hodge-Riemann relations », Proc. ICM 2018,‎ 2018 (arXiv 1711.11176).